# Jules Talrich
Jules Talrich, né à Barcelone le 30 décembre 1826 et mort à Paris le 25 mai 1904,, est un anatomiste, sculpteur et céroplasticien français.

## Biographie

### Ascendance et formation

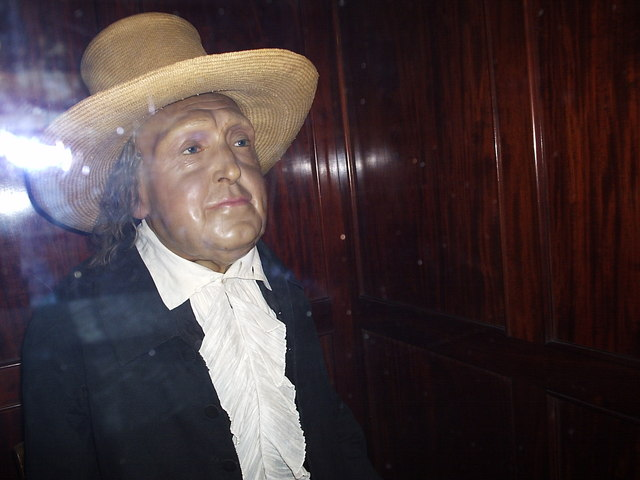
Tête en cire de Jeremy Bentham, réalisée par Jacques Talrich, sur le corps embaumé du philosophe mort en 1832, University College de Londres.

Le grand-père de Jules, Thadée Talrich, était chirurgien en chef de l'hôpital de Perpignan.

Le père de Jules, Thadée Gabriel Jacques Talrich, né à Perpignan en 1790, avait été chirurgien militaire sous le Premier Empire avant de devenir docteur en médecine dans la préfecture des Pyrénées-Orientales. S'étant consacré à la fabrication de modèles anatomiques en cire, il fut remarqué pour la qualité de ses œuvres par la Faculté de médecine de Paris, qui lui offrit un poste de modeleur en 1824. Membre correspondant de l'Académie de médecine depuis 1825, Talrich père modela des pièces anatomiques pour plusieurs institutions étrangères et françaises, comme le musée Orfila, pour lequel il réalisa en 1829 un grand écorché. Il fut également l'auteur de la tête en cire de Jeremy Bentham placée sur le corps embaumé de ce dernier. Mort à Montmartre en 1851, il avait transmis son savoir-faire à son fils, qui devint également modeleur et céroplaste après avoir été employé comme prosecteur, et s'être fait connaître par des sculptures (comme le buste de Gaspard-Léonard Scrive en 1861).
En 1862, Jules Talrich fut nommé, par arrêté ministériel, modeleur d'anatomie en cire à la Faculté de médecine, reprenant ainsi le poste que son père avait occupé. L'année suivante, il ouvrit son propre cours de modelage orthopédique.

### Physiognomonie et phrénologie
Vers 1861, il s'était prêté aux expériences « électro-physiologiques » de Guillaume Duchenne de Boulogne, qui publia six photographies de cet « artiste de talent » pour illustrer ses recherches sur l'expression des émotions. Le jeune homme était lui-même passionné par les questions physiognomoniques et phrénologiques. Ami et collaborateur du céphalomètre Armand Harembert, il s'était notamment inspiré des travaux de ce dernier pour réaliser deux bustes, commandés en tant que leçon de morale par le directeur d'une colonie pénitentiaire de jeunes détenus, et représentant, d'une part, « le travail, la vertu et la santé » et, d'autre part, « la paresse, le vice et la maladie ».

Jules Talrich posant pour l'ouvrage Mécanisme de la physionomie humaine de Guillaume Duchenne de Boulogne (1862)
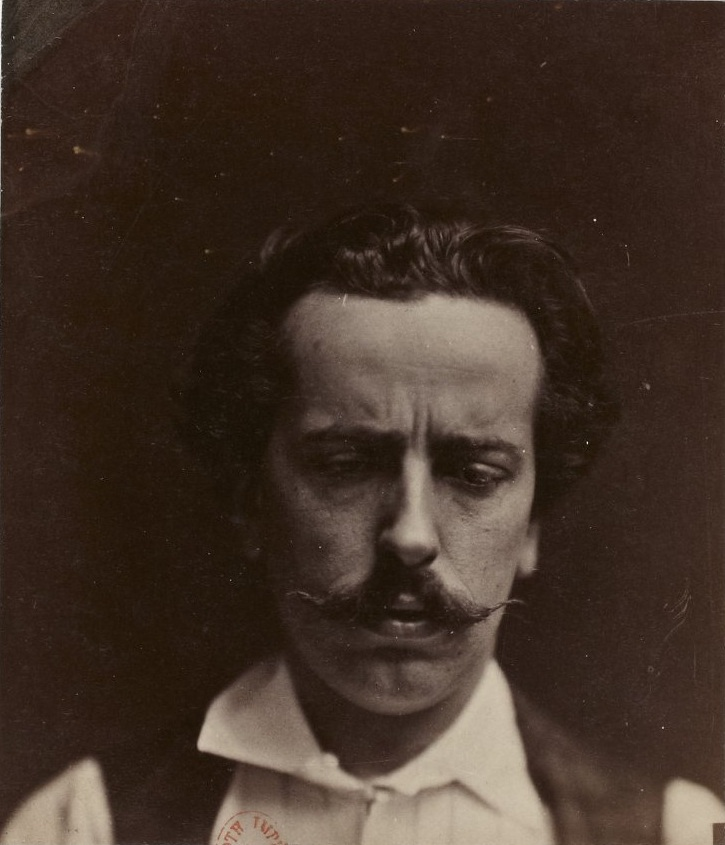
Méditation, contention.
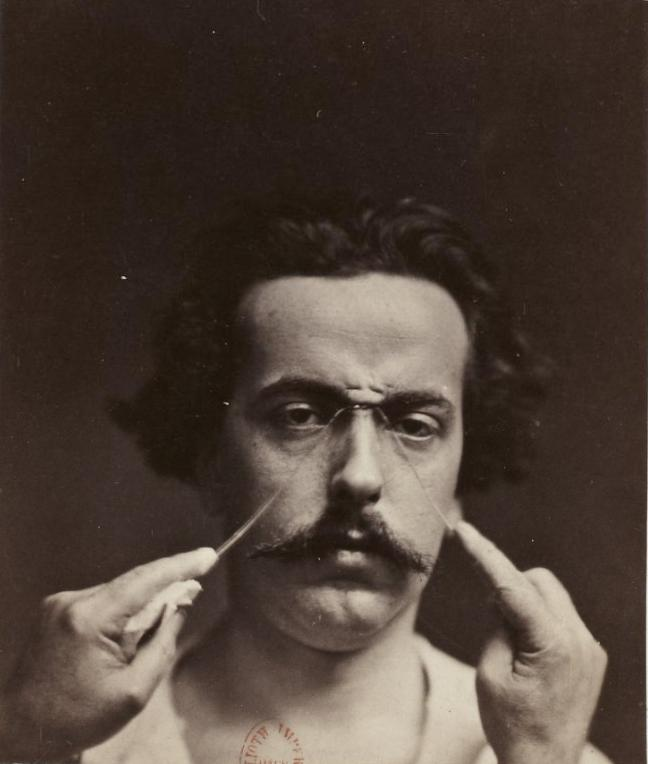
Expression de dureté.
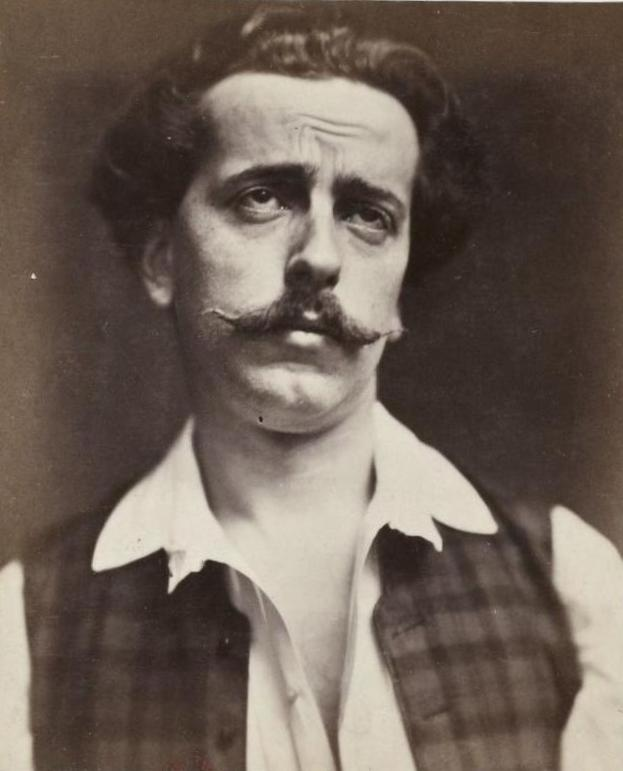
Souvenir douloureux ou pensée douloureuse.
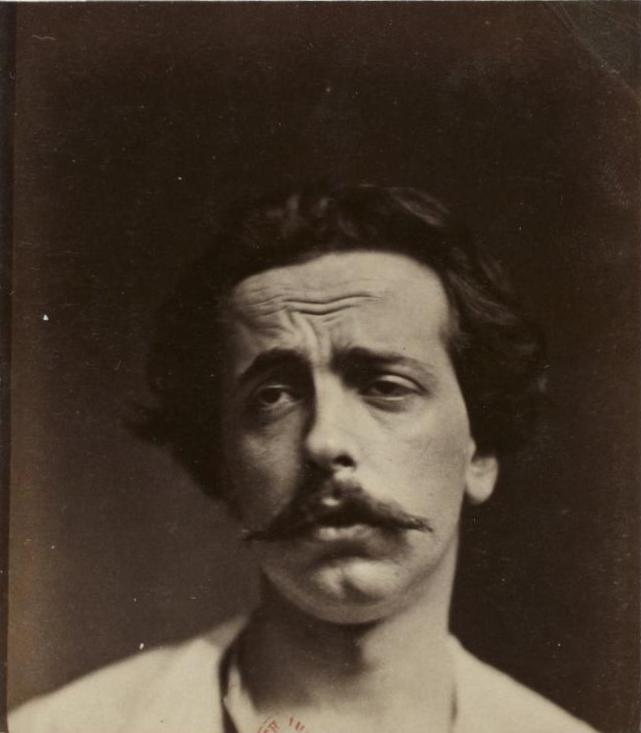
Tête de Christ, Souvenir d'amour ou regard extatique.
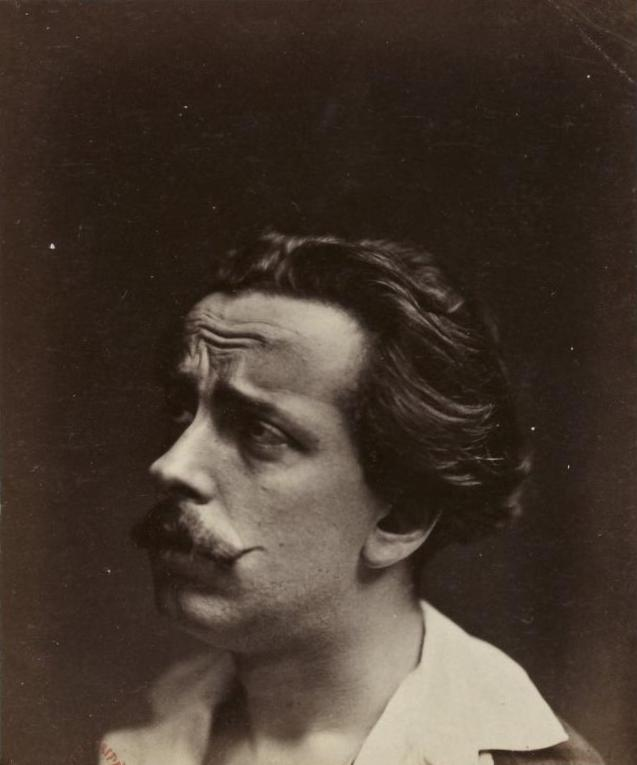
Pas d'expression douloureuse.

### Réalisations en anatomie, médecine légale et art religieux

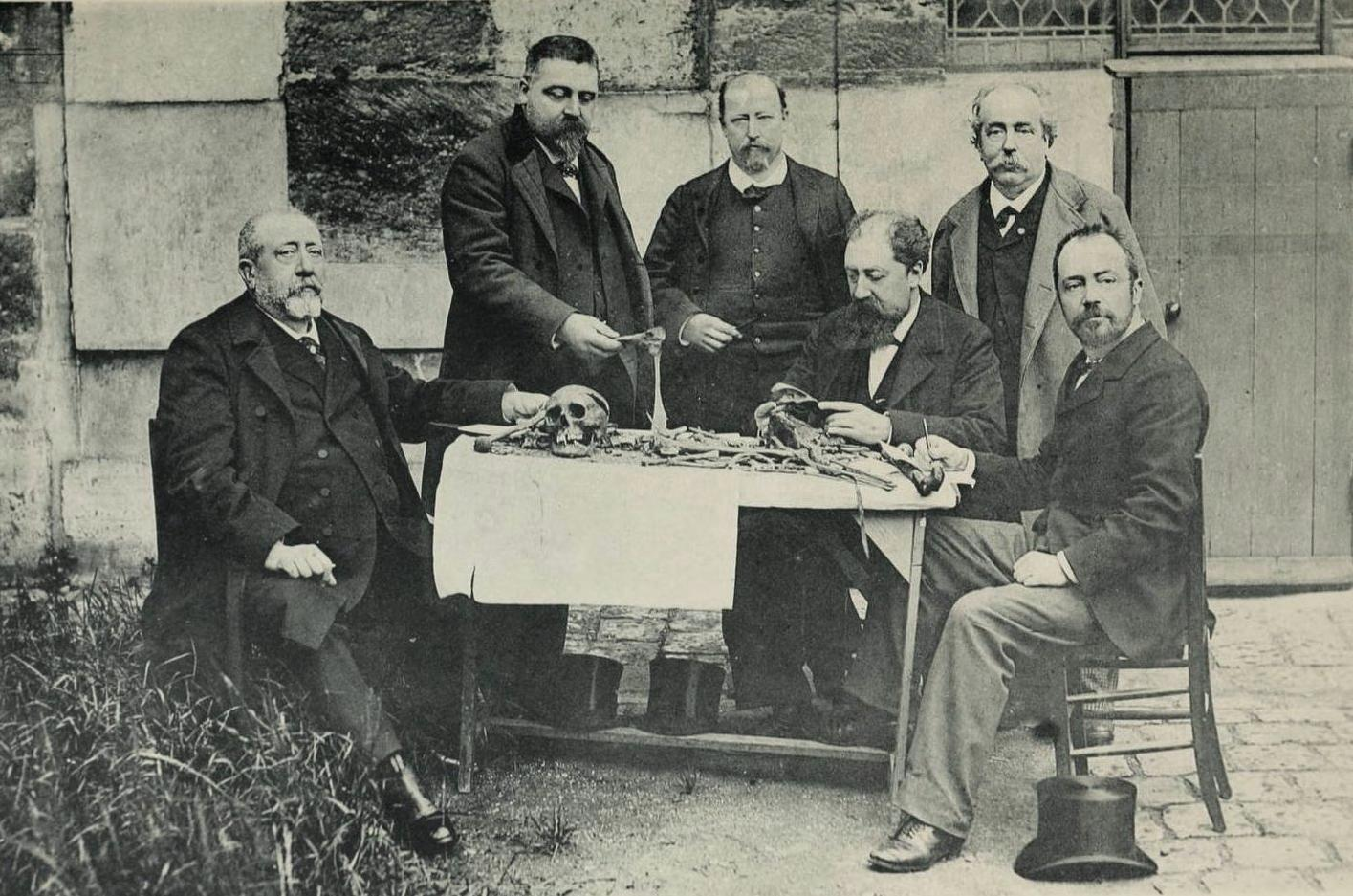
Jules Talrich est debout, à droite, entre les docteurs Marceau Bilhaut et Léonce Manouvrier (assis). Photographie anonyme prise près de l'église Sainte-Marguerite en juin 1894.

Réputés pour leur qualité, les modèles en cire de Jules Talrich furent acquis par de nombreuses institutions (comme le musée Dupuytren) et présentés lors des expositions universelles. Ainsi, à l'Exposition universelle de 1862 à Londres, il présenta des préparations d'angéiologie, de neurologie, d'ostéologie et d'histoire naturelle, ainsi que des bustes pour l'étude de la phrénologie, mais surtout un modèle pour l'étude de la myologie des couches moyennes et profondes du corps humain.
Outre son apport à la science anatomique et à la pédagogie médicale, Talrich produisit également des bébés en cire destinés à des démonstrations de puériculture et des bustes de « nègres cafres » pour l'enseignement de l'ethnographie.
Talrich contribua aussi bien à la médecine légale qu'à l'art funéraire en réalisant des moulages posthumes. En 1866, à l'occasion de la restitution de la tête embaumée de Richelieu, dérobée pendant les profanations de la Terreur, Prosper Mérimée eut l'idée de faire réaliser un moulage du masque du cardinal, soit au plâtre, soit à la gélatine, à partir de cette relique. Plusieurs concurrents s'étant récusés par crainte de détériorer l'original, Talrich fut chargé de cette réalisation, dont un des cinq exemplaires fut donné au musée Carnavalet. Un autre exemplaire fut offert au musée d'anthropologie.
En 1868, Talrich se rendit à Lille pour y restaurer une tête en cire de jeune fille léguée par Jean-Baptiste Wicar à la Société des sciences de Lille. Par la suite, il réalisa le masque de Louis Bernard Bonjean (fusillé en 1871, sous la Commune) ainsi que le moulage intracrânien de Léon Gambetta (mort en 1882), également donné par le statuaire-modeleur au musée d'Anthropologie. C'est d'ailleurs Talrich lui-même qui avait procédé à l'embaumement du célèbre homme politique républicain.
En 1876, il fut chargé de mouler le visage d'une femme dont le corps, coupé en deux, avait été découvert dans la Seine, près de Saint-Ouen. Il facilita ainsi l'identification de la victime, une jeune bretonne nommée Jeanne Marie Le Manach.
En juin 1894, Talrich accepta de modeler les ossements d'un jeune homme, exhumé du cimetière Sainte-Marguerite pour s'assurer qu'il ne s'agissait pas du squelette (non localisé) de Louis XVII.
La maison Talrich fournissait également les églises en effigies de cire de saints martyrs, réalisées le plus souvent à partir des ossements anonymes prélevés dans les catacombes romaines. Ainsi, en 1864, un paroissien de l'église Saint-Sauveur de Rennes fit exécuter l'effigie en cire de Sainte Pie. Selon le même procédé, un Saint Félix et un Saint Candide furent réalisés entre 1865 et 1869 pour le marquis Ernest de Lambertye à destination de l'église Notre-Dame-du-Mont-Carmel à Gerbéviller,. Un exemple de cette production, restauré en 2007, est conservé dans l'église de Sainte-Maure (Aube) : il s'agit de la figure en cire de Sainte Maure, datée de 1867 et signée par Jules Talrich.
Talrich fournissait aussi des pièces au musée Spitzner et au Grand Panopticum de l’Univers.

### Les musées Talrich
Entre le mois de janvier 1866 et l'automne 1867, Talrich exploita un musée de cire, situé sur le boulevard des Capucines (no 39, dans un local précédemment occupé par l'aléthoscope de Ponti et baptisé « Musée français ». Ses attractions — quelquefois morbides ou voyeuristes, dans l'esprit de la « Chambre des horreurs » du musée londonien de Madame Tussauds — attiraient les curieux en quête de sensations fortes, parmi lesquels figuraient des personnalités telles que le prince impérial. Pour un franc par personne, on pouvait y voir des figures en cire mises en scène dans différents tableaux historiques ou littéraires : Don Quichotte et Sancho Panza, « L'Amour vainqueur » (Hercule et Omphale), Renaud et Armide, Tancrède et Herminie (personnages de La Jérusalem délivrée du Tasse), André Vésale, Adam et Ève (cette dernière accouchant de Caïn), le martyr Saint Juste dans sa châsse et « Sara la baigneuse » nue dans son hamac (d'après Les Orientales de Victor Hugo). Une salle rendait hommage à Guillaume Dupuytren, représenté en train de donner une leçon d'anatomie dans un amphithéâtre, et permettait ainsi à Talrich d'exposer plusieurs de ses moulages. L'Enfant-Dieu était quant à lui la seule figure de cire du salon, où les visiteurs pouvaient lire des journaux et des albums au son d'un piano Dieffenbacher.

Attractions du « Musée français »
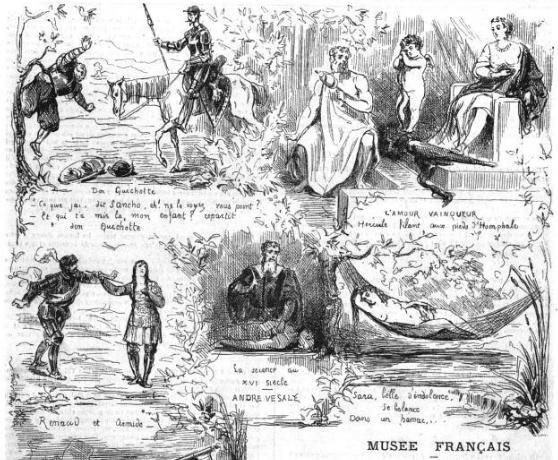
Tableaux du « Musée français ».
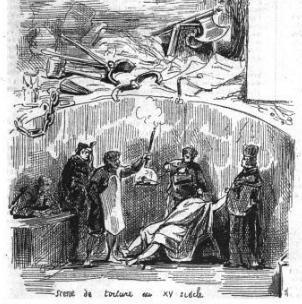
La Chambre de la Question.
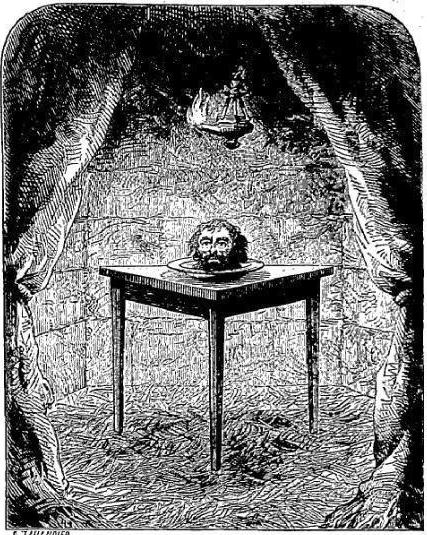
Le décapité parlant.

En descendant un petit escalier tournant, les plus courageux parvenaient à une cave lugubre et humide et y découvraient une « Chambre de la Question », où des mannequins en cire illustraient une scène de torture par l'eau au XVe siècle. Moyennant un supplément de cinq francs, cette visite de la cave s'achevait par la confrontation au Décapité parlant, « une tête vivante sur une table ».
Talrich avait obtenu en 1866 le droit d'exploitation pour la France de ce tour de magie inventé par le colonel Stodare (sous le titre du Sphinx) et breveté des deux côtés de la Manche par le professeur de chimie Pepper et l'architecte Tobin. Reposant sur un système de miroirs reflétant les murs latéraux en créant ainsi l'illusion d'un vide sous une fausse table dissimulant le corps du comédien, le tour fut rapidement éventé par des visiteurs qui s'amusaient à lancer des boulettes de papier à la tête de ce phénomène. Passé de mode à Paris, le Décapité parlant fut alors concédé, pour une zone géographique limitée, au prestidigitateur Adrien Delille, qui versa à cette fin 4 000 francs à Talrich. Cette disgrâce toucha également le Musée français, qui ferma ses portes dans les dernières semaines de l'année 1867 et fut remplacé par une salle de conférences inaugurée en janvier. Cette fermeture, définitive, était prématurée, comme le prouvent les publicités qui avaient continué à paraître dans la presse au début de l'année 1868.
Le successeur de ce musée de cire ouvert à la magie fut l'actuel musée Grévin, pour lequel Talrich réalisa, en 1881, les figures en cire d'Anna Judic et de Paul de Cassagnac. La même année, il fournit à Théophile Poilpot des sculptures de cadavres de soldats pour le décor de son panorama représentant la charge des cuirassiers de Reichshoffen.
Dans un esprit bien plus scientifique, le modeleur ouvrit un musée anatomique au no 5 de la rue Rougemont en 1876. On pouvait notamment y voir des pièces en cire représentant le système nerveux et les pathologies des yeux. Le sensationnalisme n'était pas totalement absent de ce musée qui exposait un groupe grandeur nature illustrant  comme « le père décédé, la mère atteinte de syphilis et l'enfant succombant sous les atteintes du mal héréditaire ».

### Fin de carrière et postérité
En 1877, Jules Talrich reçut le titre d'officier d'académie pour services rendus à l'Instruction publique. Ayant pris sa retraite avant 1903, son fils et son petit-fils lui succédèrent et reprirent l'affaire familiale. Il légua à l'Académie des beaux-arts une somme de 10 000 francs afin de créer une fondation destinée à récompenser l'élève du cours d'anatomie de l’École des beaux-arts de Paris ayant fait le plus de progrès dans cette science pendant l'année scolaire. Ce prix de 300 francs fut notamment décerné à Antoinette-Georgette Chêne (1909), à M. Rousseau (1910), à Carmen Rozet (1911), à Mlle Castelhaz (1912), à Mlle Ogé (1913) et à Mlle Sez (1914).